# Paolo Arcà
Paolo Arcà (Roma, 12 maggio 1953) è un compositore e direttore artistico italiano.

## Biografia
Si diploma in composizione, pianoforte, direzione d'orchestra, musica corale e direzione di coro al Conservatorio “Santa Cecilia” di Roma, perfezionandosi in composizione all'Accademia Nazionale di Santa Cecilia di Roma e all'Accademia Chigiana di Siena.
Dopo avere vinto, nel 1982, il primo premio al Concorso Internazionale di composizione “France Culture-Musique” di Avignone, inizia un'intensa attività di compositore, partecipando a concerti, rassegne e festival in Italia e all'estero. Caratterizzata da una vena di forte impronta comunicativa, la sua attività di compositore si rivolge soprattutto al teatro musicale, dove debutta con l'opera in un atto Angelica e la luna (Ferrara, 1985)cui sono seguite altre cinque opere. Ha insegnato composizione per più di 40 anni in diversi conservatori italiani e gli ultimi 25 presso il Conservatorio Giuseppe Verdi di Milano.

## Composizioni

### Opera
- 1985 Angelica e la luna, Aterforum di Ferrara
- 1989 'Il carillon del Gesuita, Festival di Fermo
- 1990 'Lucius, asinus aureus, Münchener Biennale di Monaco di Baviera, Cantiere Internazionale d'Arte di Montepulciano; Frankfurter Feste)
- 1993 Gattabianca, Teatro Filarmonico, Verona
- 1995 Sturm und Drang, canzoni, duetti e musiche per il dramma di Klinger, regia di Luca Ronconi, Maggio Musicale Fiorentino
- 2019 Ciao Pinocchio, Fondazione Teatro Petruzzelli di Bari

### Balletto
- 1993 Valium, coreografia di Luciano Cannito

### Musica sinfonica e da camera
- 1987–1989 Flores, per clarinetto e viola
- 1988 Triplo Concerto, per violino, violoncello, pianoforte e orchestra, Orchestra sinfonica RAI di Roma
- 1991 Il canto di Orlando, per coro e orchestra, dir. Giuseppe Sinopoli, Accademia Nazionale di Santa Cecilia di Roma
- 1994 Skool, per pianoforte e fiati, Teatro dell'Opera di Roma
- 1999 Vanitas, per cinque voci e cinque archi, su testi tratti dall'Apocalisse e Omar Khayyam. Ravenna Festival
- 2001 Dame, zingare, conti e guerriglieri, per voce recitante e dieci strumenti, su testo di Vittorio Sermonti (Società Aquilana di Concerti)

### Pubblicazioni
- 1983 Guida all'ascolto di Turandot di Giacomo Puccini, Mondadori
- 1985 Guida all'ascolto di La fanciulla del West di Giacomo Puccini, Mondadori

## Direzione artistica
Dal 1991 al 1994 è stato Direttore Artistico dell'Accademia Filarmonica Romana.
Trasferitosi a Milano, dal 1997 al 2003 è stato Direttore Artistico del Teatro alla Scala di Milano.
Dal 2000 al 2004 è stato Consulente artistico della Fondazione Toscanini di Parma.
Dal 2003 al 2006 è stato Direttore Artistico del Teatro Carlo Felice di Genova e dal 2005 al 2006 del Teatro degli Arcimboldi di Milano.
Dal marzo 2006 al luglio 2012 è stato Direttore Artistico del Maggio Musicale Fiorentino. Dall'ottobre 2012 al dicembre 2014 è stato Direttore Artistico del Teatro Regio di Parma.
Dal 2007 è Direttore artistico della Società del Quartetto di Milano e dal 2024 è Direttore Artistico del Teatro dell'Opera di Roma.

## Attività accademica
È stato Professore di “Storia e metodi della direzione artistico-musicale” presso la Facoltà di lettere e Filosofia dell'Università degli Studi di Parma.
È stato docente di composizione presso il Conservatorio “G.Verdi” di Milano.
È Accademico effettivo dell'Accademia Nazionale di Santa Cecilia e dell'Accademia Filarmonica Romana.
| Controllo di autorità | VIAF (EN) 206335869 · ISNI (EN) 0000 0004 1034 6486 · SBN CFIV005277 · LCCN (EN) n84050463 · GND (DE) 120136716 · BNF (FR) cb14835727w (data) |